# مارلين داكورث
مارلين داكورث (بالإنجليزية: Marilyn Duckworth)‏ (10 نوفمبر 1935، أوكلاند في نيوزيلندا)؛ كاتِبة، شاعرة وروائية نيوزيلندية.